# Restinclières
Restinclières é uma comuna francesa na região administrativa de Occitânia, no departamento de Hérault. Estende-se por uma área de 6,53 km². Em 2010 a comuna tinha 2 026 habitantes (densidade: 310,3 hab./km²).